# Júnior Díaz
Júnior Enrique Díaz Campbell (* 12. September 1983 in San José) ist ein costa-ricanischer ehemaliger Fußballspieler.

## Karriere

### Vereine
Díaz begann seine Profikarriere beim costa-ricanischen Verein CS Herediano, für den er insgesamt vier Jahre spielte. Ende Januar 2008 wechselte er zum polnischen Erstligisten Wisła Krakau, bevor er 2010 zum belgischen Erstligisten FC Brügge wechselte. 2011 kehrte er auf Leihbasis zurück nach Polen zu Wisła Krakau.
In der Sommerpause 2012 wechselte Díaz nach Deutschland zum 1. FSV Mainz 05. Er debütierte am 22. September 2012 (4. Spieltag) beim 2:0-Sieg im Heimspiel gegen den FC Augsburg. Sein erstes Bundesligator erzielte er am 30. September 2012 (6. Spieltag) mit dem Treffer zum 1:0 beim 2:0-Sieg im Auswärtsspiel gegen den VfL Wolfsburg.
Nachdem sein im Juni 2015 auslaufender Vertrag in Mainz nicht verlängert worden war, wechselte Díaz zum Bundesligaaufsteiger SV Darmstadt 98, bei dem er einen bis zum 30. Juni 2017 laufenden Vertrag unterschrieb. Im August 2016 wechselte er zum Zweitligisten Würzburger Kickers.
Im September 2017 schloss er sich seinem Jugendverein CS Herediano an. Hier spielte er zwei Jahre und wechselte nach dem Gewinn der Apertura 2019 weiter zu LD Alajuelense. 2021 beendete er seine Laufbahn.

### Nationalmannschaft
Am 7. September 2003 gab Díaz in Fort Lauderdale sein Debüt in der A-Nationalmannschaft beim 2:0-Sieg im Test-Länderspiel gegen die Auswahl Chinas, als er in der 58. Minute für Leonardo González eingewechselt wurde. Sein erstes Spiel in einem Turnier war das 3. Gruppenspiel der Copa América 2004 gegen Chile, das 2:1 gewonnen wurde. Im darauffolgenden Jahr nahm Díaz an allen Spielen der Zentralamerikameisterschaft teil und gewann mit dem Team das Finale gegen Honduras mit 7:6 im Elfmeterschießen, in dem er selbst einen Elfmeter verwandelte. 2004 lief er auch bei den Olympischen Spielen in Athen auf und erreichte dort mit seiner Mannschaft das Viertelfinale, das mit 0:4 gegen Argentinien verloren wurde.
Júnior Díaz stand 2014 im Kader der costa-ricanischen A-Nationalmannschaft, die an der Fußball-Weltmeisterschaft 2014 in Brasilien teilnahm. Díaz kam in allen Spielen zum Einsatz und setzte sich in einer Gruppe mit den drei ehemaligen Weltmeistern Uruguay (zweimaliger Weltmeister und zu diesem Zeitpunkt Südamerikameister), Italien (viermaliger Weltmeister und zu diesem Zeitpunkt Vize-Europameister) und England (einmaliger Weltmeister) als Gruppensieger durch und scheiterte erst im Viertelfinale im Elfmeterschießen an den Niederlanden.

## Erfolge
Wisła Krakau
- Polnischer Meister: 2008, 2009, 2011

CS Herediano
- Costa-Ricanischer Meister: Apertura 2019

Nationalmannschaft
- Zentralamerika-Meister: 2005